# Tuyến đường sắt cao tốc Köln–Frankfurt
Tuyến đường sắt cao tốc Köln–Frankfurt (tiếng Đức: Schnellfahrstrecke Köln–Rhein/Main) là tuyến đường sắt dài 177 km (110 dặm) ở Đức, nối liền các thành phố Köln và Frankfurt.